# Epitet
Epitet (av grekiska "bredvid" och "ställd") är ett biord som utan paus ansluter sig till ett huvudord för att ange en egenskap hos detta, jämför attribut.
Stående epitet är en egenskap som ständigt anges tillsammans med ett visst namn. Detta tillämpades flitigt i den grekiska hexameterdiktningen. Några exempel på detta är den snabbfotade Akilles, den sköna Helena, den mäktige kung Agamemnon, den mångförslagne Odysseus. Ett modernare exempel är den mörka medeltiden.
Ett exempel på attribut, som inte är epitet är Falstaff, fakir. Detta skall uttalas med paus, vilket också anvisas av kommatecknet. Det är dock vanligt att av okunnighet kommatecknet försvinner, med uttal därefter, när denna pseudonym för författaren Axel Wallengren citeras.